# Holthuispenaeopsis
Holthuispenaeopsis is een geslacht van kreeftachtigen uit de klasse van de Malacostraca (hogere kreeftachtigen).

## Soort
- Holthuispenaeopsis atlantica (Balss, 1914)